# バーグ湖
バーグ湖（英語: Berg Lake）とは、北アメリカ大陸の北西部のカナディアン・ロッキーに存在する、小さな湖の1つである。また、ロブソン川の流れの途中に存在する、幾つかの湖の1つでもある。なお、この湖には、ロブソン川以外にも何本かの小河川が流入している他に、バーグ氷河と言う氷河も流れ込んでいる。

## 概要

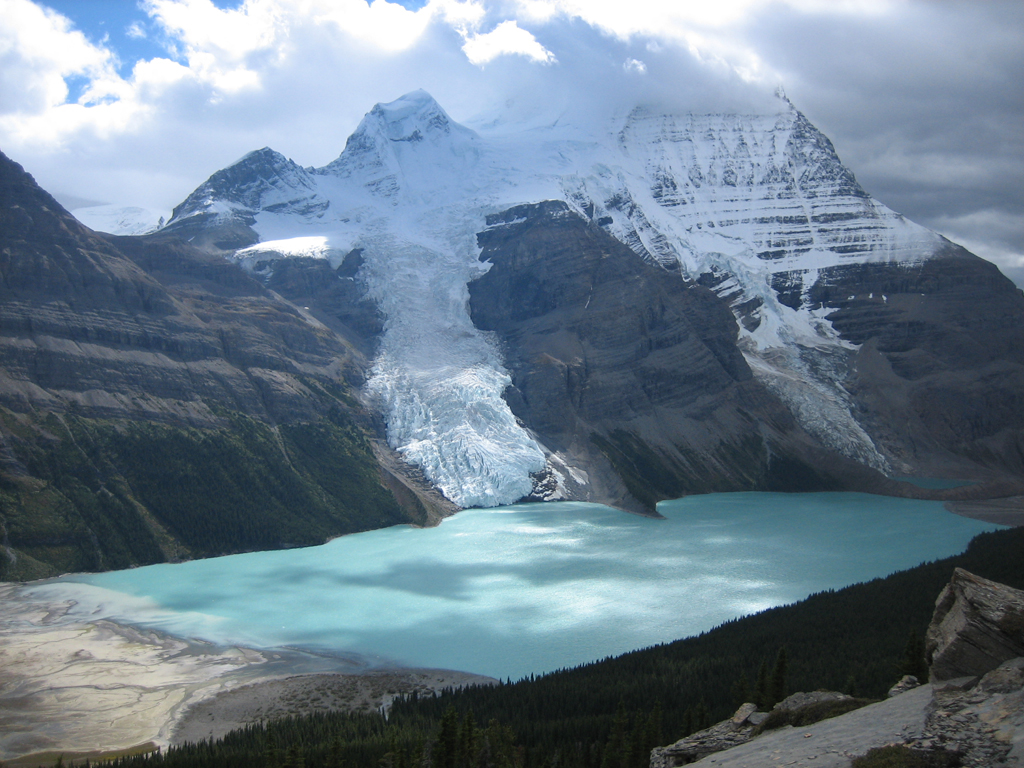
写真の下部に見えるのがバーグ湖で、その中央部に流れ込んでいるのがバーグ氷河である。なお、奥に見える、もう1本の氷河はミスト氷河である。参考までに、ミスト氷河が流れ出している、写真の右上に見える山頂付近が雲に隠れている山はロブソン山である。2005年撮影。

バーグ湖は山中に存在しており、その湖面の標高は約1641mである

。
この湖は、おおよそ北緯53度08分49秒、西経119度09分28秒付近に位置しており、この場所は、ほとんどカナダのアルバータ州との州境に近いものの、ブリティッシュコロンビア州に属している

。
なお、この湖も含めて周辺地域は、ブリティッシュコロンビア州によってロブソン山州立公園に指定されている。この湖は細長い形状をしていて、その北岸側には、数本の遊歩道や、数箇所のキャンプ場が整備されている

。
これに対して、南岸へはバーグ氷河が直接流れ込んでいる他

、カナディアンロッキーの最高峰とされるロブソン山（標高3954m）や、ロブソン山の背後に控える山という理由で「リアガード」と命名されている山が迫っている

。
この南岸へと流れ込んでいるバーグ氷河の影響もあり、毎年夏の中頃までは、湖面上に氷塊が点在しているのを見ることができる。このバーグ氷河から崩落してきた氷塊は、長い時間圧縮された影響で気泡が抜けて青く見えるため、氷山（berg／氷山を意味する英語

）のようにも見えるとされる。ところで、バーグ湖はロブソン川の途中に存在する（つまり、ロブソン川がこの湖に流れ込み、同じくロブソン川がこの湖から流れ出してゆく）湖の1つ

であるわけだが、この湖へはロブソン川以外にも何本かの小河川が流れ込んでいる。ちなみに、この湖の北西に存在するハーグリーブス氷河は、直接バーグ湖には氷河のままでは流れ込んでいないものの、その融解水が流れ込んでいる。つまり、ハーグリーブス氷河の融解水の流れも、この湖に流れ込む小河川のうちの1本である

。
なお、バーグ湖からの主要な流出河川は、ロブソン川である。参考までに、ロブソン川へと流出した湖水は、フレーザー川へと合流し、最終的にフレーザー川の河口から太平洋へと流れ込んでいる。

## バーグ湖の観光
バーグ湖へは、イエローヘッド高速道路の一部に当たる、ブリティッシュコロンビア州高速道路16号線で付近まで近づく。そして「Berg Lake Trail」と言う、この湖の名が冠された遊歩道の入口などに整備されている駐車場からは、徒歩で、この遊歩道を、おおよそ北の方向へと進んでゆく。途中、キニー湖の北岸を通り、ロブソン山の山体を西回りに迂回する（つまり、この遊歩道は概ねロブソン川の流路に沿って整備されている。）。キニー湖を過ぎた辺りからバーグ湖までの間のロブソン川流域は、多数の滝が存在する場所として知られており、公式に「Valley of a Thousand Falls」つまり「千の滝の渓谷」と呼ばれている

。
ここには、例えばエンペラー滝（皇帝の滝）といった大きな見栄えのする瀑布も存在する

。
ロブソン川の本流にはエンペラー滝の他にも幾つかの滝が存在していて、その近くをロブソン川に沿うようなルートで進んでゆく。したがって、この付近は登り坂が続くことを意味する。この谷を抜けて、ミスト氷河を右手（東側）に見ながら進むと、バーグ湖の北岸へと辿り着ける。既述の通り、このバーグ湖の北岸には数箇所のキャンプ場が整備されている他に、途中のキニー湖やエンペラー滝のそばにもキャンプ場が整備されている

。
なお、バーグ湖への散策には、ブリティッシュコロンビア州高速道路16号線のすぐそばに設置されているロブソン山州立公園のビジターセンターからでも

、片道約22kmある上に

、約760m登らねばならず、通常は最低でも2日を必要とする

。
したがって、ある程度の装備が必要である。ちなみに、同じく既述の通り、バーグ湖の北岸には数本の遊歩道が整備されていて、バーグ湖から少し離れた場所へも行けるようになっている。例えば、ハーグリーブス湖に行く道（Hargreaves Lake Route）などが整備されている。その他にも、バーグ湖を通り過ぎて、リアガード山の山体の北側を回って、ロブソン川の源流であるロブソン氷河に行く道（Snowbird Pass Route）や、アルバータ州のジャスパー国立公園へと抜ける道なども存在する

。